# Municipio de Marion (condado de Phillips)
El municipio de Marion (en inglés: Marion Township) es un municipio ubicado en el condado de Phillips en el estado estadounidense de Arkansas. En el año 2010 tenía una población de 589 habitantes y una densidad poblacional de 5,57 personas por km².

## Geografía
El municipio de Marion se encuentra ubicado en las coordenadas 34°35′51″N 90°52′13″O / 34.59750, -90.87028. Según la Oficina del Censo de los Estados Unidos, el municipio tiene una superficie total de 105.84 km², de la cual 105,79 km² corresponden a tierra firme y (0,05 %) 0,05 km² es agua.

## Demografía
Según el censo de 2010, había 589 personas residiendo en el municipio de Marion. La densidad de población era de 5,57 hab./km². De los 589 habitantes, el municipio de Marion estaba compuesto por el 46,69 % blancos, el 52,46 % eran afroamericanos, el 0,17 % eran de otras razas y el 0,68 % eran de una mezcla de razas. Del total de la población el 1,36 % eran hispanos o latinos de cualquier raza.